# Arturo Gómez-Pompa
Arturo Gómez-Pompa (n. Ciudad de México; 1934), es un biólogo y botánico mexicano.

## Biografía
Arturo Gómez-Pompa, Biólogo y Doctor en Ciencias (Biología) por la UNAM, a través de más de 40 años de actividades profesionales y académicas en distintas instituciones mexicanas y del extranjero, ha tenido la oportunidad de formar muchísimas generaciones y muy destacados líderes de la ciencia mexicana e internacional.
Nació en la Ciudad de México en 1934. Actualmente es asesor del Centro de Investigaciones Tropicales de la Universidad Veracruzana (CITRO) y profesor Emérito de la Universidad de California Riverside de los Estados Unidos. Su descubrimiento del Theobroma cacao (árbol del chocolate) en cultivos antiguos en rejolladas y cenotes en la Península de Yucatán, permitió corroborar su hipótesis del origen antropógeno de las selvas mayas lo cual sirvió además para promover investigaciones futuras sobre domesticación de árboles tropicales. Sus exploraciones también condujeron al descubrimiento de varias nuevas especies de plantas para la ciencia. Asimismo, fue pionero en el uso de computadoras para el almacenamiento y organización de la información botánica, cuando en la década de los sesenta, creó una base de datos para el proyecto de la Flora de Veracruz y que hasta el día de hoy, sigue reuniendo toda la información generada durante décadas de investigación. Esta innovación se convirtió en un modelo para las bases de datos que existen actualmente en muchas otras instituciones botánicas de prestigio.

### Trayectoria científica
Su extenso y dedicado trabajo en el área de la ecología tropical, conservación, restauración y manejo de bosques tropicales, etnobotánica y estudios florísticos, logran perfilarlo como uno de los más destacados científicos de México. El Dr. Arturo Gómez-Pompa fue una de las primeras voces en denunciar la destrucción de la selva tropical, y también en ofrecer soluciones para esa crítica situación. Su descubrimiento del Theobroma cacao (árbol del chocolate) en cultivos antiguos cercanos a cenotes en la Península de Yucatán, permitió vislumbrar el mundo Maya, lo cual sirvió además para consolidar las investigaciones futuras en la domesticación de árboles tropicales. Sus exploraciones también condujeron al descubrimiento de nuevas áreas tropicales. Asimismo, fue pionero en el uso de computadoras para el almacenamiento y organización de la información botánica, cuando en la década de los sesenta, creó una base de datos para el proyecto de la Flora de Veracruz y que hasta el día de hoy, sigue reuniendo toda la información generada durante décadas de investigación. Esta innovación se convirtió en un modelo para las bases de datos que existen actualmente en muchas otras instituciones botánicas de prestigio y profesor de la botánica
El Dr. Gómez-Pompa es también un escritor prolífico y educador. Tiene en su haber más de 200 publicaciones, donde se incluyen libros, artículos académicos y de difusión. La más reciente, titulada The Role of Biodiversity Scientists in a Troubled World y que aparece en la revista BioScience, discute los obstáculos que se presentan dentro de la investigación de la biodiversidad y sus posibles soluciones. Por más de 20 años condujo cursos de botánica en la Universidad de California, Riverside, donde se le asignó el título de Profesor Distinguido de Botánica hasta que en el año 2000 fue nombrado el vigésimo noveno profesor universitario del Sistema de la Universidad de California. Este nombramiento se reserva solamente para los académicos de distinción internacional que han sido reconocidos y respetados como maestros por su habilidad excepcional.

### Distinciones
Ha sido distinguido con diversos cargos honoríficos. Ha sido Miembro del Consejo Directivo del American Institute of Biological Sciences. AIBS., Miembro del Consejo Directivo del Botanical Research Institute of Texas (BRIT); Miembro del Comité de Premiación de la Academia de Ciencias del Tercer Mundo; Miembro del Comité Asesor Científico Internacional del InBio, Costa Rica; Presidente del Consejo Directivo de la Reserva Ecológica El Edén A.C.; Miembro del Consejo Ejecutivo del Premio Tyler. También destacan sus nombramientos como Miembro de la Junta de Gobierno de The Nature Conservancy; Fundador de la Fundación México-Estados Unidos para la Ciencia; Miembro del Comité Asesor del Comité de Ciencia, Espacio y Tecnología de la Cámara de Diputados de los Estados Unidos (United States House of Representatives); Miembro del Consejo de la Smithsonian Institution de Washington; Fundador y miembro del Consejo Directivo PRONATURA, A.C.; VicePresidente de la Comisión de Supervivencia de Especies de la Unión Internacional para la Conservación de la Naturaleza (IUCN); Presidente del Consejo Internacional de Coordinación del Programa MAB de la UNESCO. Investigador Honorario de diversas universidades e institutos de investigación.
Arturo Gómez-Pompa ha sido distinguido ampliamente por su trabajo científico. Entre los premios y distinciones más recientes está la Medalla al Mérito Universitario que le otorgó la Universidad Veracruzana y el doctorado honoris causa que le otorgó la Universidad Autónoma de Morelos. Entre las principales distinciones actuales también se cuenta ser Miembro de las Academias Científicas de México, Latinoamericana, del Tercer Mundo y de la Academia Americana de Artes y Ciencias. La Junta de Gobierno de la Universidad de California lo nombró en el año 2000 el vigésimo-noveno Profesor Universitario (University Professor) del sistema de la Universidad de California (máximo honor académico que otorga la Universidad a sus profesores).
Ha recibido varios premios entre ellos destaca el Premio Tyler (Tyler Prize for Environmental Achievement) considerado como el premio ambiental más importante a nivel mundial. Otros importantes premios recibidos han sido: la Medalla Chevron de Conservación; el Premio Luis Elizondo en Ciencia y Tecnología por el Instituto Tecnológico y de Estudios Superiores de Monterrey; la Medalla “Arca de Oro” ("Golden Arch") que le concedió el Gobierno de Holanda en 1984; la Medalla "Alfonso L. Herrera" por el Instituto Mexicano de Recursos Naturales Renovables y la Medalla al “Mérito Botánico” otorgada por la Sociedad Botánica de México.

### Puestos ocupados
Entre los principales cargos que Gómez-Pompa ha desempeñado, destaca la asesoría y coordinación académica del Convenio entre la Universidad Veracruzana y la Universidad de California Riverside para el establecimiento del Centro de Investigaciones Tropicales de la Universidad Veracruzana [CITRO]; Profesor de Botánica en la Universidad de California Riverside; Director del Instituto de la Universidad de California para México y los Estados Unidos (UC MEXUS); Fundador y director general del Instituto de Investigaciones sobre Recursos Bióticos. Xalapa, Veracruz. (INIREB); Jefe del Departamento de Botánica. Instituto de Biología-UNAM; Profesor de Ecología y Botánica en la Facultad de Ciencias de la Universidad Nacional.

## Proyectos en desarrollo
- Conociendo las plantas de mi localidad, rescatando especies en peligro: http://reservaeleden.org/plantasloc/ Archivado el 8 de septiembre de 2012 en Wayback Machine.
- Atlas de la Flora de Veracruz: Un patrimonio Natural en Peligro: http://reservaeleden.org/plantasloc/varios/vinculos.html Archivado el 13 de mayo de 2017 en Wayback Machine.
- Desarrollo del programa de investigación científica en la primera reserva ecológica privada dedicada a la educación e investigación sobre manejo y conservación de la biodiversidad en México (Reserva Ecológica El Edén).

## Reserva Ecológica El Edén
En el año de 1993 el doctor fue fundador de la Reserva Ecológica El Edén A. C. (REE), es una organización no gubernamental, sin fines de lucro, con base en las ciudades de Cancún, Quintana Roo y Xalapa, Veracruz, que se crea a partir de la iniciativa de un grupo de reconocidos conservacionistas en 1993, con el objetivo de contribuir a los esfuerzos de conservación de la Península de Yucatán. Fue concebida como un lugar para desarrollar un novedoso modelo de investigación-acción para la conservación, manejo y restauración de la biodiversidad tropical, con la finalidad de producir información aplicable a otras áreas protegidas, además de contribuir a la educación y entrenamiento de un nuevo tipo de conservacionistas, desde campesinos hasta estudiantes graduados.
Se localiza en el norte de Quintana Roo en el municipio Lázaro Cárdenas. Comprende 2,400 Ha de ecosistemas en buen estado de conservación, destacándose las selvas medianas, la vegetación secundaria y los humedales con sabanas, palmares, tintales y otras selvas bajas inundables. Esta región denominada Yalahau/Yum Balam, es una zona que alberga una notable biodiversidad y un gran número de endemismos.
En este sentido, mucho se habla sobre la conservación de la biodiversidad, pero la existencia de estaciones dedicadas a la investigación a largo plazo dentro de este campo es escasa. Es por ello que la REE se ha enfocado al tema desde una perspectiva global, creando 6 diferentes áreas de investigación. Los programas cubren aspectos de evaluación y monitoreo de la biodiversidad, biología de la conservación, restauración ecológica, manejo de los recursos bióticos y la promoción de reservas en sitios con elevada biodiversidad. Además se han tomado otros temas prioritarios como la educación ambiental, el aprovechamiento sustentable de recursos y la generación de instrumentos de política ambiental a través de cursos, talleres, conferencias, congresos, y la asistencia técnica y capacitación a comunidades rurales.
La meta es convertir la REE en un modelo no gubernamental de Área Natural Protegida de bajo costo de mantenimiento que apoye la investigación experimental, la educación ambiental, la extensión técnica y el ecoturismo especializado para que pueda ser replicado en otras áreas tropicales. Así, a más de diez años de su creación, se ha convertido en la primera reserva ecológica privada dedicada a la investigación sobre la conservación y manejo de la biodiversidad en México.

## Objetivos de la REE
Identificar, proteger y conservar áreas con alta biodiversidad, así como aquellas esenciales para mantener los procesos ecológicos y los ciclos biológicos de especies migratorias, amenazadas y en peligro de extinción.
Generar herramientas y modelos, así como implementar alternativas para la conservación del germoplasma, la restauración ecológica de sitios prioritarios y el manejo sustentable de los recursos bióticos.
Proporcionar un espacio e infraestructura adecuados para la investigación, capacitación y educación ambiental a largo plazo para los diferentes sectores de la sociedad.
Colaborar con y apoyar a organizaciones nacionales, internacionales, los gobiernos federal, estatal y municipal, el sector privado, las comunidades locales, las organizaciones no gubernamentales y los centros de educación e investigación, en las acciones encaminadas a alcanzar los objetivos anteriores.
Ser una organización ejemplar, eficiente y moderna, capaz de llevar a cabo la misión y los objetivos para los que fue creada de manera exitosa.

## Misión
Desarrollar un modelo de investigación para la conservación, manejo y restauración de la biodiversidad, ecosistemas y procesos ecológicos de las selvas tropicales húmedas de Mesoamérica. La Reserva Ecológica El Edén A. C., desde hace 14 años ha ofrecido los servicios de uso de su estación, apoyo logístico y de personal capacitado a diversas instituciones de investigación, docencia y turismo especializado, tanto nacionales como extranjeras.

## Facilidades
La Reserva Ecológica El Edén A.C. cuenta con un camino rústico de aprox. 25 km de terracería (unos 5 km dentro de la reserva) y posee una estación de campo de aproximadamente dos hectáreas de extensión.
“La Sabana” es una cabaña central de usos múltiples con servicios de cocina, comedor, baños, dormitorios, un área de seminarios/conferencias y una torre de observación.
La estación tiene palapas rústicas que sirven como dormitorios, una para los visitantes y una para los trabajadores. Posee un laboratorio rústico, secadora de plantas e invernadero construidos con fondos del World Wildlife Fund (WWF), la National Science Foundation (NSF), entre otros donantes.
La reserva cuenta con una cabaña de concreto construida con apoyo de la PROFEPA, que cuenta con dos dormitorios y dos laboratorios. Adicionalmente, la Reserva Ecológica El Edén A.C. cuenta con una estación meteorológica que continuamente ha tomado datos de temperatura, humedad y precipitación desde 1998.
Los servicios que ofrece la reserva a los visitantes incluyen el ingreso a la reserva a través de un camión de carga, el uso de las instalaciones y el servicio de alimentos-hospedaje por el personal de la reserva de pompas de jabón

## Vida actual
Actualmente el doctor Arturo Gómez Pompa está jubilado de la Universidad de California y divide su tiempo entre Texas y Xalapa, Veracruz.

## Recientes publicaciones
- Gómez-Pompa, A. & T. Kroemer. 2010. Atlas de la Flora de Veracruz: Un patrimonio Natural en Peligro. Secretaría de Educación de Veracruz. Gobierno del Estado de Veracruz. 528 pp.
- Gómez-Pompa, A. 2004. Biodiversity research in troubled times. BioScience 54 (3): 219-227
- Gómez-Pompa, A., M. F. Allen and S, Fedick. 2003. Future Challenges in Research: Summary of Recommendations for Research. In: Gómez-Pompa, A. et al. (eds.). The Lowland Maya Area: three millenia at the human-wildland interface. The Haworth Press. New York
- Gómez-Pompa, A. 2003. Research challenges to the lowland Maya area: an introduction. In: Gómez-Pompa, A. et al. (eds.) The Lowland Maya Area: three millenia at the human-wildland interface. The Haworth Press. New York. Edición ilustrada de Routledge, 659 pp. ISBN 1-56022-971-3 en línea
- del Amo, S. & A. Gómez-Pompa. 2001. Las lecciones. In: del Amo, S. (editor) Las lecciones del programa de Acción Forestal Tropical. Plaza y Valdez Editores. Ciudad de México. 19-29
- Ogata, N., A. Gómez-Pompa, A. Aguilar, R. Castro-Cortes, and E. Plummer. 1999. Árboles tropicales comunes del área Maya: sistema de identificación. A Q’Taxa production of the Plant Resources Informatics Laboratory (PRIL). Universidad de California Riverside, en colaboración con Gestión de Ecosistemas A. C., y CONABIO. CD Rom
- Gómez-Pompa, A. and A. Kaus. 1999. From prehispanic to future conservation alternatives: lessons from Mexico. Proc. of the National Academy of Sciences 96:5982-5986
- Heaton, H. J., R. Whitkus, and A. Gómez-Pompa. 1999. Extreme ecological and phenotypic differences in the tropical tree chicozapote (Manilkara zapota (L.) van Royen) are not matched by genetic divergence: A RAPD analysis. Molecular Ecology 8: 627-632
- Gómez-Pompa, A. 1999. La conservación de la biodiversidad en México: mitos y realidades: mitos y realidades. Bol. Soc. Bot. México. 63:33-41
- Whitkus, R., M. de la Cruz, L. Mota-Bravo & A. Gómez-Pompa. 1998 Genetic diversity and relationships of wild cacao (Theobroma cacao L.) in Southern Mexico. Theoretical and Applied Genetics 96:621-627
- Gómez-Pompa, A. 1998. Vegetation of the Maya region, p. 39-51. In The Maya. Rizzoli Corrieri de la Sera, Italia
- De la Cruz, M., R. Whitkus, A. Gómez-Pompa & L. Mota-Bravo. 1995. Origins of cacao cultivation. Nature 375:542-543
- Gómez-Pompa, A. 1996. Three levels of conservation by local people, p. 347-356. In di Castri, F. and T. Yoúnes (eds.), Biodiversity, Science, and Development. Towards a New Partnership. CAB International
- -------------------, R. Dirzo. 1995. Reservas de la Biosfera y otras áreas protegidas de México. Publicación de SEMARNAP y CONABIO. México. 159 pp.
- -------------------. 1997. Biodiversity and agriculture: friends or foes? In: Robert A. Rice, Ashley M. Harris and Jennifer McLean (eds). Proc. of First Sustainable Coffee Congress. Smithsonian Migratory Bird Center. Smithsonian Institution
- -------------------, D. A. Bainbridge. 1995 Tropical forestry as if people mattered In: A. Lugo & C. Lowe (eds.) Tropical forests: management and ecology. Springer Verlag. 408-422
- -------------------, A. Kaus. 1992. Taming the wilderness myth. BioScience 42 (4): 271-279
- -------------------, J. S. Flores-Guido, M. Aliphat. 1990. The Sacred cacao groves of the Maya. Latin American Antiquity 1: 247-257
- -------------------. 1978. Viaje a China. Editor Instituto de Investigaciones sobre Recursos Bióticos, 159 pp.

- La abreviatura «Gómez Pompa» se emplea para indicar a Arturo Gómez-Pompa como autoridad en la descripción y clasificación científica de los vegetales.[1]